# Фиахан Лисморский
Фиахан (VII век) — святой монах Лисморский. День памяти — 29 апреля.
Святой Фиахан (Fiachan), или Фиахина (Fiachina), или Фианхн (Fianchne) родился в местечке Дезиес (Desies), Манстер, Ирландия. Ирландский монах из Лисмора, прославившийся своим послушанием, святой Фиахан был учеником святого Картагия младшего (память 14 мая). Он является святым покровителем прихода Килл-Фиахна (Kill-Fiachna), в епархии Ардферт.